# Тульская областная научная библиотека
Тульская областная научная библиотека — одна из старейших библиотек России, расположена в городе Тула, основана в XIX в., в настоящее время входит в состав Государственного учреждения культуры Тульской области «Региональный библиотечно-информационный комплекс».

## История

### Тульская губернская публичная библиотека (1833—1918)
Предписание об открытии Тульской губернской публичной библиотеки поступило 18 июля 1833 г. в связи с Циркуляром Министерства внутренних дел. Эта дата стала отправной точкой в официальном создании общедоступной губернской библиотеки для чтения в Туле.
Правительственная директива, разосланная по Российской империи, не нашла должной поддержки и ответственного исполнения. Долгие годы не мог решиться вопрос о предоставлении для библиотеки помещения, фонд формировался крайне медленно. В судьбе библиотеки не происходило никаких перемен, пока на её плачевное состояние не обратил свое внимание Петр Михайлович Дараган, один из либеральных администраторов начала царствования Александра II, назначенный тульским губернатором в 1850 г.
В отличие от своих предшественников он предпринял гораздо более эффективные меры для организации библиотеки: тульскими архитекторами был создан проект здания Тульской губернской публичной библиотеки, возобновился сбор денежных средств в её поддержку. За подписью губернатора в 1856 г. известным русским писателям были разосланы письма с просьбой передать в дар библиотеке свои сочинения. На этот призыв откликнулись Л. Н. Толстой, И. С. Тургенев, Д. В. Григорович, А. С. Хомяков, А. В. Сухово-Кобылин и др.
Официальное открытие Тульской губернской публичной библиотеки состоялось в июне 1857 г., были утверждены учредительные документы библиотеки, Правила пользования, определены новые штаты.
Библиотека была ориентирована на сословное обслуживание подписчиков, и стоимость подписки была достаточно высокой — пять рублей серебром в год. Вначале 1900-х гг. Тульское губернское земство прекратило финансирование публичной библиотеки. После революции 1917 г. продолжает работать как 2-я районная библиотека.

### Тульская центральная губернская публичная библиотека им. В. И. Ленина (1919—1929)
28 декабря 1918 г. Губернский отдел народного образования принял решение о создании Центральной губернской библиотеки.
11 мая 1919 г. при участии председателя Тульского губернского исполнительного комитета Г. Н. Каминского и широком представительстве пролетарских организаций состоялось торжественное открытие библиотеки, ознаменовавшееся выставкой «История русской и иностранной книги».
В основу фонда библиотеки легли многие крупнейшие национализированные частные книжные собрания — фамильная библиотека помещиков М. А. и Н. М. Горбовых , С. А. Писарева, В. В. Бобынина, графов Бобринских, князя М. Р. Долгорукова, П. П. Извольского, а также библиотеки Тульской палаты древностей, Тульского губземства, библиотеки учебных заведений.
Очевидно, что к началу 1930-х гг. библиотека стабильно обслуживает читателей, ведет плановую массовую работу, наращивает свой библиографический потенциал. Одно из важнейших достижений этого периода — принятие Окрисполкомом постановления об обязательном пополнении окружной библиотеки произведениями местной печати.
Трагической страницей в истории нашей страны стали политические репрессии, в результате которых некоторые изъятые библиотеки «врагов народа» стали поступать в фонды библиотек (личные собрания историка М. К. Любавского, искусствоведа А. А. Грушки ныне хранятся в фонде Тульской областной универсальной научной библиотеки).

### Библиотека в годы Великой Отечественной войны
В годы войны деятельность библиотеки была направлена на службу обороне, на проведение агитационно-массовой работы среди населения. К началу боев на подступах к Туле библиотека продолжала свою работу. И только в самый острый период обороны города, с 3 по 25 декабря 1941 г. библиотека была закрыта, с февраля 1942 г. возобновила обслуживание. Основная работа была перемещена в госпитали, военные части, на производство. Наряду с выполнением трудовых обязанностей, сотрудников библиотеки привлекали к рытью окопов, выполнению различных хозяйственных работ для нужд города. Возобновилась и библиографическая работа. В конце 1942 г. был подготовлен библиографический указатель «Героическая оборона Тулы», отмеченный Государственной библиотекой им. В. И. Ленина в сборнике «Важнейшие библиографические работы библиотек» (М., 1943). Уже с 1943 г. библиотека вошла в привычный ритм работы. К 1946 г. по сравнению с довоенным периодом библиотечный фонд увеличился почти на 50 тыс. экземпляров и составил 200306 единиц хранения.

### Послевоенный период
Тульская областная библиотека им. В. И. Ленина возвращается к активной работе. В 1950 г. она становится проводником методических разработок Государственной библиотеки им. В. И. Ленина в районные библиотеки. Специализируется система обслуживания читателей, в 1957 г. начинается работа по организации патентного фонда. В конце 50-х гг. изменения произошли и в традиционных отделах библиотеки: был открыт читальный зал периодики, на абонементе обеспечен открытый доступ.
С середины 60-х гг. библиотека начинает участвовать в научных исследованиях, организуемых Государственной библиотекой им. В. И. Ленина, Государственной публичной библиотекой им. М. Е. Салтыкова-Щедрина (ныне РНБ), Государственной публичной исторической библиотекой. Темы исследований связаны с комплектованием фондов, обслуживанием читателей, кадровым обеспечением.
В 1974 г. библиотека разработала и передала на утверждение в Управление культуры проект Перспективного плана централизации сети библиотек в Тульской области, в результате которой было создано 25 ЦБС. В 1977 г. для библиотеки было построено новое здание на ул. Тургеневской. С переездом библиотека получила возможность реализовать планы по созданию нотно-музыкального отдела. Достижения в работе были отмечены не только на областном уровне, в 1978 г. библиотеке было вручено переходящее Красное Знамя Министерства культуры РСФСР и ВЦСПС.

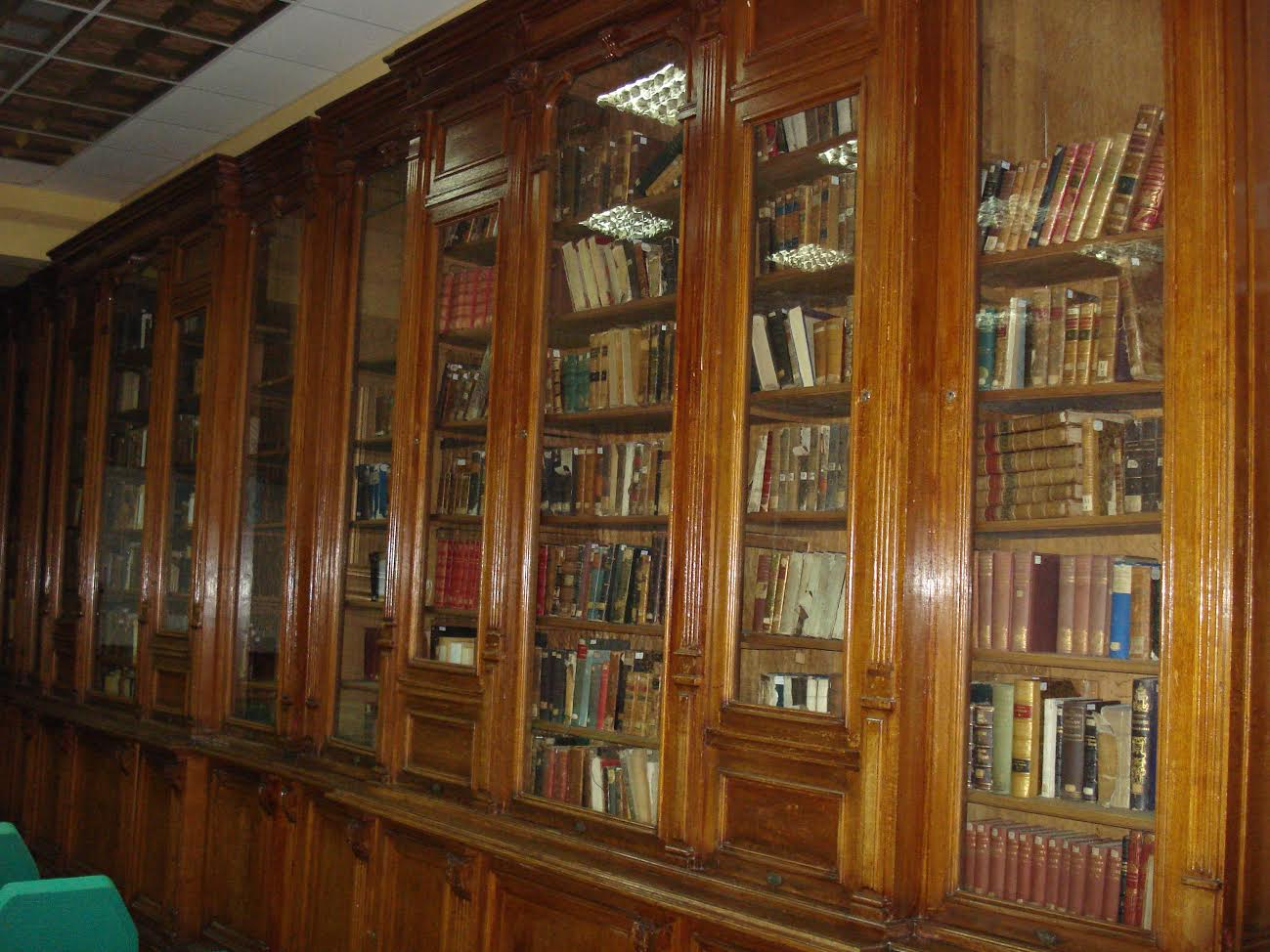
Книги из коллекции Н. М. Горбова

### Библиотека в 1980-е — 1990-е гг.
В конце 80-х гг. Тульская областная универсальная научная библиотека вступила в эпоху компьютеризации, в 1988 г. был создан отдел автоматизации, началась работа по организации электронного каталога.
В 90-е гг. Тульская областная универсальная научная библиотека не остались в стороне от происходивших в стране перемен. В результате экономических преобразований в стране библиотека приступила к последовательной реализации проектов, направленных на решение задач информационного обеспечения научно-технической и инновационной деятельности. В 1995 г. появилось первое структурное подразделение, обозначившее новое направление работы — информационное обеспечение малого и среднего бизнеса — Центр деловой информации. В 1999 г. был открыт Публичный центр правовой информации с доступом к базам данных «Консультант», «Кодекс».

### Библиотека на рубеже XXI в.
В 2000-е гг. Тульская областная универсальная научная библиотека — это богатый фонд, многообразие информационных услуг, новые технологии и эффективные проекты, способствующие решению социально-экономических задач развития региона и возрастанию роли библиотеки в сфере культуры, образования и науки.
В октябре 2013 г. на базе Тульской областной универсальной научной библиотеки состоялось открытие читального зала Президентской библиотеки им. Б. Н. Ельцина. Цель — обеспечение доступа к её информационным ресурсам, имеющим научное и образовательное значение, а также оказание информационно-библиографических и сервисных услуг на основе современных компьютерных технологий.
С 2010—2015 гг. библиотекой был реализован проект «Войны газетная строка — строка Победы», результат которого — оцифровка региональных газет Тульской области периода Великой Отечественной войны. Создание цифровых копий связано с обеспечением сохранности, доступности периодических изданий для широкого круга пользователей и сохранением исторической памяти о героическом прошлом тульского края.
С 2015 г. Тульская областная универсальная научная библиотека стала участником проекта Министерства культуры Российской Федерации по созданию Национальной электронной библиотеки (НЭБ) с целью формирования единого российского электронного пространства знаний на основе оцифрованных книжных, архивных и музейных фондов.

### Реорганизация учреждения в 2019 году.
В 2019 году согласно постановлению Правительства Тульской области от 07.11.2018 «О реорганизации отдельных государственных учреждений культуры Тульской области» к Государственному учреждению культуры «Тульская областная универсальная научная библиотека» присоединены Государственное учреждение культуры «Тульская областная детская библиотека» и Государственное учреждение культуры «Тульская областная специальная библиотека для слепых». Государственное учреждение культуры «Тульская областная универсальная научная библиотека» переименовано в Государственное учреждение культуры Тульской области «Региональный библиотечно-информационный комплекс». Устав учреждения утвержден Министерством культуры Тульской области 31 января 2019 года, зарегистрирован 25 апреля 2019 года. Библиотека продолжает свою деятельность как структурное подразделение Государственного учреждения культуры Тульской области «Региональный библиотечно-информационный комплекс» — Тульская областная научная библиотека.

## Директора библиотеки
- 1918—1932 — Гольдман Борис Леонидович
- 1932—1938 (июнь) — Колетвинова Вера Яковлевна
- 1938 (август) — 1939 (июнь) — Чекалин Виктор Андреевич
- 1939 (июнь) — 1941 (октябрь) — Слесаренко Анна Яковлевна
- 1942 (май) — 1944 (апрель) — Шварц Мария Борисовна
- 1944 (апрель) — 1945 (сентябрь) — Климовская Ольга Сергеевна
- 1945 (сентябрь) — 1949 (август) — Сазыкина Антонина Дмитриевна
- 1949 (август) — 1962 (сентябрь) — Забашта Николай Васильевич
- 1962 (сентябрь) — 1982 (январь) — Подписнов Владимир Иванович
- 1982 (февраль) — 1985 (ноябрь) — Яковлева Валентина Сергеевна
- 1986 (май) — 2015 (декабрь) — Королева Лариса Ивановна
- 2016 (январь) — 2019 (январь) — Тихоненкова Татьяна Викторовна

В короткие периоды между назначениями директоров в разное время исполняли обязанности директора: Шубина (июль 1938 г.), Е. Д. Зиновьева (октябрь 1941 г. — февраль 1942 г.), В. П. Тювякова (февраль — апрель 1942 г.), П. Г. Маркелова (Дубровина) (апрель — май 1942 г.), Г. А. Пилипенко (ноябрь 1985 г. — май 1986 г.).

## Здания библиотеки
С 1857 г. — помещение в здании Тульского дворянского собрания на ул. Киевской (ныне пр. Ленина)
С 1917 г. — комнаты в здании Пролеткульта (Нового театра) (ныне Тульская областная филармония) на пр. Коммунаров (бывшей Киевской ул., ныне пр. Ленина)
С 1938 г. — 1977 г. — Дом К. Маркса возле Тульского кремля (ныне музей «Тульские самовары»)
С 1977 г. по настоящее время — специально построенное для библиотеки здание по адресу ул. Тургеневская, 48